# 삼각고지 전투
삼각고지 전투(三角高地戰鬪) 또는 철의 삼각지대 전투(鐵─三角地帶戰鬪)는 김화읍 근처 삼각고지에서 벌어진 유엔군과 중공군 사이의 전투이다. 이 전투는 철원·김화를 저변으로, 평강을 정점으로 한 통칭 철의 삼각지대에서 벌어진 전투들을 총칭한다. 철의 삼각지대는 신고산∼평강으로 이어진 추가령지구대를 통과하는 경원선과 5번 국도가 여러 곳으로 연결되는 중요한 교통의 중심지였다. 당시에는 공산군측이 나진, 성진, 원산항에 양륙된 군수물자와 각지에서 동원한 병력을 이 지대에 집결시킨 뒤 전선에 최대 병력으로 투입한 중간 책원지였다. 이러한 이유로 이 지대를 '철의 삼각(Iron Triangle)'이라고 부르게 되었으며, 전략적 중요성 때문에 이 일대에서 수많은 크고 작은 전투가 일어났다. 그 중에서도 쌍방의 전체적인 작전과 전세에 많은 영향을 끼친 전투로는 파일드라이버 작전(Operation Piledriver), 백마고지 전투, 저격능선 전투 등이 있다.

## 같이 보기
- 1952년 미국 대통령 선거